# Янгиабад (Джизакская область)
Янгиабад (узб. Yangiobod / Янгиобод) — посёлок городского типа, расположенный на территории Янгиабадского района Джизакской области Республики Узбекистан.
Янгиабадский район – административно-территориальное образование на юго-востоке Джизакской области. Район лежит на границе с Таджикистаном. Северную его часть занимает холмистая равнина - полупустыня Голодной степи, южную часть – отроги и предгорья Туркестанского хребта. Здесь господствует умеренный климат, осадков выпадает достаточно, чтобы выращивать зерновые, овощи, фрукты и виноград. Реки здесь небольшие, стекающие с гор, а гористый рельеф не позволяет создать сеть оросительных каналов. Поэтому здешний край заселён слабо. Район включает посёлок Баландчакир, где находится руководящий аппарат района, и 5 сельских сходов.
Главным занятием населения (преимущественно узбеки и таджики), как и на протяжении многих веков, является животноводство. В 14 веке регион стал частью государства Тимуридов, а с начала 16 и до середины 19 века эта территория являлась приграничной территорией различных узбекских ханств и переходила от одного государства к другому. В качестве района территория выделена в 1999 году.

Статус посёлка городского типа с 2009 года.